# My Secret Life (Eric Burdon)
My Secret Life è un album in studio da solista del cantante britannico Eric Burdon, pubblicato nel 2004.

## Tracce
1. Once Upon a Time (Eric Burdon, Robert Bradley) – 3:51
2. Motorcycle Girl (Burdon, Marcelo Nova) – 3:52
3. Over the Border (David Munyon) – 4:27
4. The Secret (Greg Barnhill, Mike Chapman) – 5:47
5. Factory Girl (Tony Braunagel, Burdon) – 4:40
6. Highway 62 (Braunagel, Burdon, Johnny Lee Schell) – 5:29
7. Jazzman (Burdon, Dean Restum) – 3:47
8. Black and White World (Burdon, Nova) – 3:28
9. Heaven (David Byrne, Jerry Harrison) – 4:44
10. Devil Slide (Burdon, Nova) – 3:35
11. Broken Records (Burdon, Nova) – 3:25
12. Can't Kill the Boogieman (Burdon) – 3:59
13. My Secret Life (Leonard Cohen) – 5:51